# ويلي إفسيف
ويلي إفسيف مواليد 14 فبراير 1992 في تميرتاو، كازاخستان، هو لاعب كرة قدم ألماني يلعب مع نادي نورمبرغ كلاعب وسط. مثّل منتخب ألمانيا لكرة القدم فئة الشباب.

## مرحلة الشباب

### أندية لعب لها
- هانوفر 96

## المسيرة الاحترافية

### أندية لعب لها
- هانوفر 96
- نادي فولفسبورغ
- نادي نورمبرغ

## روابط خارجية
- ويلي إفسيف على موقع قاعدة بيانات كرة القدم.إي يو (الإنجليزية)
- ويلي إفسيف على موقع بيانات كرة القدم. دي إي (الألمانية)
- ويلي إفسيف على موقع Soccerway.com (الإنجليزية)
- ويلي إفسيف على موقع عالم كرة القدم.نت (الإنجليزية)
- ويلي إفسيف على موقع AS.com (الإسبانية)